# Isòtops del hassi
El hassi (Hs) no té cap isòtop estable. S'han caracteritzat 15 isòtops, el més estable dels quals és el 277Hs, amb un període de semidesintegració de 40 minuts.

## Taula
| Símbol del núclid | Z(p)                | N(n)                | massa isotòpica(u)  | període de semidesintegració     | Espín nuclear | composició isotòpics representativa (fracció molar) | rang de variació natural (fracció molar) |
| Símbol del núclid | energia d'excitació | energia d'excitació | energia d'excitació | període de semidesintegració     | Espín nuclear | composició isotòpics representativa (fracció molar) | rang de variació natural (fracció molar) |
| ----------------- | ------------------- | ------------------- | ------------------- | -------------------------------- | ------------- | --------------------------------------------------- | ---------------------------------------- |
| 263Hs             | 108                 | 155                 | 263.12856(37)#      | 1# ms                            | 7/2+#         |                                                     |                                          |
| 264Hs             | 108                 | 156                 | 264.12839(5)        | 540(300) µs                      | 0+            |                                                     |                                          |
| 265Hs             | 108                 | 157                 | 265.13009(15)#      | 2.1(3) ms [2.0(+3-2) ms]         | 9/2+#         |                                                     |                                          |
| 265mHs            | 300(70) keV         | 300(70) keV         | 300(70) keV         | 0.780(0.15) ms [0.75(+17-12) ms] | 3/2+#         |                                                     |                                          |
| 266Hs             | 108                 | 158                 | 266.13010(31)#      | 2.7(10) ms [2.3(+13-6) ms]       | 0+            |                                                     |                                          |
| 267Hs             | 108                 | 159                 | 267.13179(11)#      | 52(+13-8) s ms                   | 3/2+#         |                                                     |                                          |
| 268Hs             | 108                 | 160                 | 268.13216(44)#      | 2# s                             | 0+            |                                                     |                                          |
| 269Hs             | 108                 | 161                 | 269.13406(13)#      | 9.7(+99-33) s                    |               |                                                     |                                          |
| 270Hs             | 108                 | 162                 | 270.13465(31)#      | 3.6(+8-14) s                     | 0+            |                                                     |                                          |
| 271Hs             | 108                 | 163                 | 271.13766(36)#      | 40# s                            |               |                                                     |                                          |
| 272Hs             | 108                 | 164                 | 272.13905(62)#      | 40# s                            | 0+            |                                                     |                                          |
| 273Hs             | 108                 | 165                 | 273.14199(89)#      | 50# s                            | (3/2+)#       |                                                     |                                          |
| 274Hs             | 108                 | 166                 | 274.14313(70)#      | 1# min                           | 0+            |                                                     |                                          |
| 275Hs             | 108                 | 167                 | 275.14595(77)#      | 0.15(+27-6) s                    |               |                                                     |                                          |
| 276Hs             | 108                 | 168                 | 276.14721(89)#      | 1# h                             | 0+            |                                                     |                                          |
| 277Hs             | 108                 | 169                 | 277.14984(78)#      | 40(30) min                       | 3/2+#         |                                                     |                                          |